# Novosjachtinsk
Novosjachtinsk (Russisch: Новошахтинск) is een stad in de Russische oblast Rostov. Bij de Russische volkstelling van 2002 woonden er toen 101.131 mensen in de stad. De stad ligt in het Donetsbekken en werd in 1939 gesticht voor de kolenmijnbouw.

## Geschiedenis
De stad ontstond als gevolg van de steenkoolwinning in deze tot het Donetsbekken behorende gebied. Oorspronkelijk bevond zich hier aan het begin van de 20e eeuw een nederzetting van mijnwerkers nabij een mijn die voor de oktoberrevolutie in bezit was van de industrieel Nikolai Paramonov uit Rostov. Na 1917 werden de mijnen genationaliseerd, de nederzetting kreeg de naam Komintern, naar de Communistische Internationale.
In 1939 werd de plaats Komintern samen met een andere arbeidersnederzetting hernoemd tot Novosjachtinsk, een naam die "nieuwe mijnstad" betekent. Tot het einde van de sovjettijd was de stad erop gericht om steenkool te winnen, wat het stadsbeeld zeer heeft beïnvloed. Tijdens de Tweede Wereldoorlog waren in de mijnen ook duizenden Duitse krijgsgevangenen werkzaam. Tot in de jaren 1950 vormden ze een groot deel van de kompels.
De stad kwam  in oktober 2003 internationaal in het nieuws door een mijnongeluk. Er raakten 46 mijnwerkers door water ingesloten. Na zes dagen konden 12 van hen worden bevrijd.

### Bevolkingsontwikkeling
| jaar | aantal inwoners |
| ---- | --------------- |
| 1939 | 48.035          |
| 1959 | 103.566         |
| 1970 | 101.500         |
| 1979 | 104.152         |
| 1989 | 107.772         |
| 2002 | 101.131         |
| 2010 | 111.075         |
| 2017 | 108.782         |

## Economie en verkeer
Tijdens de economische teruggang in de jaren 1990 kwam de steenkooldelving in Novosjachtinsk bijna geheel tot stilstand. Tegenwoordig zijn lichte industrie en de voedingsmiddelenindustrie de belangrijkste bedrijfstakken. Een olieraffinaderij kwam in 2009 in bedrijf.
De stad ligt nabij het knooppunt van de M-4 en de A-270, die naar Oekraïne gaat en daar M-03 heet. Een spoorwegstation ligt even buiten de stad.

## Bekende persoon
- Andrej Tsjikatilo (1936–1994), seriemoordenaar; woonde tussen 1971 en 1979 Novosjachtinsk, was daar werkzaam als leraar.